# Campeonato da Tunísia de Ciclismo em Estrada
Os campeonatos da Tunísia de Ciclismo em estrada são as campeonatos nacionais de ciclismo em Estrada da Tunísia, organizados pela Federação da Tunísia de Ciclismo.
Consistem, em geral, numa carreira específica. Não obstante em 1963, de 1965 a 1970, em 1996 e de 2003 a 2007, o título de campeão da Tunísia está atribuído em funções do total de pontos obtidos durante as diferentes carreiras. Dos campeonatos da Tunísia de contrarrelógio têm sido por outra parte organizados em 2007.

## História
É em 1903 que as tunisinos adoptam este desporto e criam a primeira associação, a União Velocípede Tunisina, que resultará uma verdadeira organização autónoma de gestão do ciclismo paralelamente à liga francesa dependente da Federação Francesa de Ciclismo e favorecerá o aparecimento de campeões tunisinos à moda de Ali Neffati, Ali Bardo, Hédi Flifel, Jilani Ben Othman, Béchir Dabbabi ou Larbi Meddeb. A paridade Tunisina-Francêsa tem sido de outro lado imposta desde 1948 no marco de um comité semi-autónomo.
O ciclismo é um desporto muito popular até em 1964, data da demolição do velódromo para construir o Estádio Olímpico el Menzah, o que vai precipitar a decadência deste desporto e a sua longa travesia do deserto. É de outro lado extremamente escasso de encontrar informações no ciclismo e quase impossível de reconstituir o palmarés dos seus campeões.

## Pódios dos campeonatos masculinos

### Ciclismo em estrada
| Ano  | Campeão                | Segundo                | Terceiro                     |
| 1956 | Santo Caracci          | Mhammed Touati         | Hamadi Belouahchia           |
| 1957 | Mustafa Trifi          | Mhammed Touati         | Mehrez Abdelkader            |
| 1958 | Mhammed Touati         | Nicolas Castelhano     | Hamadi Belouahchia           |
| 1959 | Mohamed Ben Abda       | Mhammed Touati         | Diego Tilotta                |
| 1960 | Mhammed Touati         | Mohamed Ben Abda       | Antonio Merlino              |
| 1961 | Mohamed Ben Abda       | Béchir Merdassi        | Joseph Migliore              |
| 1962 | Mohamed Bahloul        | Ahmed Ben Moussa       | Eugène Sorrentino            |
| 1963 | Hammadi Dridi          | Ahmed Brika            | Khemaïs Ben Ammar            |
| 1964 | Hammadi Dridi          | Ahmed Ben Moussa       | Mhammed Touati               |
| 1965 | Hammadi Dridi          | Hassen Khayati         | Hechmi Ben Salah             |
| 1966 | Ahmed Brika            | Hammadi Dridi          | Khemaïs Ben Ammar            |
| 1967 | Hammadi Dridi          | Abderrahman Neffati    | Ahmed Brika                  |
| 1968 | Ferjani Louati         | Hammadi Dridi          | Khemaïs Ben Ammar            |
| 1969 | Hammadi Dridi          | Ferjani Louati         | Béchir Hamdi                 |
| 1970 | Ferjani Louati         | Messaoud Trabelsi      | Hammadi Dridi                |
| 1971 | Ferjani Louati         | Hammadi Dridi          | Messaoud Trabelsi            |
| 1972 | Hassen Khayati         | Ferjani Louati         | Abdesselem Jarbouai          |
| 1973 | Abderrazak Hajri       | Taïeb Hfaiedh          | Ferjani Louati               |
| 1974 | Ferjani Louati         | Sadok Aouadi           | Hassen Khayati               |
| 1975 | Hassen Khayati         | Ferjani Louati         | Mahmoud Ben Saad             |
| 1976 | Béchir Hamdi           | Mehrez Amami           | ?                            |
| 1977 | Ferjani Louati         | ?                      | ?                            |
| 1978 | Mohamed Sannan         | ?                      | ?                            |
| 1979 | Samir Merdassi         | Slah Brachen           | Ayech Rezgui                 |
| 1980 | Samir Merdassi         | Zouhair Barka          | Mongi Arbi                   |
| 1981 | Não disputado          | -                      | -                            |
| 1982 | Adel Cherigui          | ?                      | ?                            |
| 1983 | Zouhair Barka          | Adel Cherigui          | Salah Aissaoui               |
| 1984 | Zouhair Barka          | Adel Bejaoui           | Kamel Merdassi               |
| 1985 | Samir Merdassi         | Sami Essid             | Zouhair Barka                |
| 1986 | Samir Merdassi         | ?                      | ?                            |
| 1987 | Mohamed Yazidi         | Samir Souissi          | Hatem Denguir                |
| 1988 | Lamjed Belkadhi        | Salah Hamdi            | Ferid Amdouni                |
| 1989 | Mohamed Yazidi         | Hamel Ben Mohamed      | Samir Souissi                |
| 1990 | Tayachi Fradj          | Houcine Belouahchia    | Hassen Belouahchia           |
| 1991 | ?                      | ?                      | ?                            |
| 1992 | Houcine Belouahchia    | Mounir Boujrida        | Hassen Belouahchia           |
| 1993 | Mehrez Khelifi (Balha) | Lamjed Belkadhi        | Mohamed Mliki (Essouiss)     |
| 1994 | Moustapha Yazidi       | Nizar Mousli           | Abandono do resto do pelotão |
| 1995 | Houcine Belouahchia    | Mehrez Khelifi (Balha) | Samir Souissi                |
| 1996 | Mehrez Khelifi (Balha) | Samir Souissi          | Mohamed Yazidi               |
| 1997 | Samir Souissi          | Ahmed Mraihi           | Lamjed Belkadhi              |
| 1998 | ?                      | ?                      | ?                            |
| 1999 | Samir Souissi          | Hassen Mezrigui        | Lamjed Belkadhi              |
| 2000 | Ahmed Mraihi           | Ayman Ben Hassine      | Nizar Zemzemi                |
| 2001 | ?                      | ?                      | ?                            |
| 2002 | Hichem Dridi           | Taïeb Dridi            | Nizar Zemzemi                |
| 2003 | ?                      | ?                      | ?                            |
| 2004 | Ayman Ben Hassine      | Samir Souissi          | ?                            |
| 2005 | Ayman Ben Hassine      | Ahmed Mraihi           | Hassen Ben Nasser            |
| 2006 | Karim Jendoubi         | Ayman Ben Hassine      | Ahmed Mraihi                 |
| 2007 | Ayman Ben Hassine      | Aymen Berini           | Hassen Ben Nasser            |
| 2008 | Hassen Ben Nasser      | Maher Hasnaoui         | Moncef Yaakoubi              |
| 2009 | Maher Hasnaoui         | Ahmed Mraihi           | Karim Jendoubi               |
| 2010 | Rafaâ Chtioui          | Riadh Ghedamsi         | Maher Hasnaoui               |
| 2011 | Ahmed Ben Maatoug      | Ali Akkouche           | Hassen Ben Nasser            |
| 2012 | Hassen Ben Nasser      | Maher Hasnaoui         | Ahmed Mraihi                 |
| 2013 | Rafaâ Chtioui          | Maher Hasnaoui         | Houssam Nasri                |
| 2014 | Rafaâ Chtioui          | Maher Hasnaoui         | Houssam Nasri                |
| 2015 | Rafaâ Chtioui          | Hamza Fatnassi         | Ali Nouisri                  |
| 2016 | Ali Nouisri            | Nadhem Ben Amor        | Maher Hasnaoui               |
| 2017 | Ali Nouisri            | Maher Hasnaoui         | Hassen Ben Nasser            |
| 2018 | Ali Nouisri            | Maher Hasnaoui         | Hassen Ben Nasser            |

### Contrarrelógio
| Ano  | Campeão           | Segundo           | Terceiro          |
| 2007 | Ayman Ben Hassine | Aymen Berini      | Ahmed Mraihi      |
| 2008 | Ayman Ben Hassine | Aymen Berini      | Ahmed Mraihi      |
| 2009 | Não disputado     |                   |                   |
| 2010 | Ahmed Mraihi      | Ahmed Ben Maatoug | Ali Akkouche      |
| 2011 | Riadh Gdhamsi     | Ahmed Mraihi      | Ali Akkouche      |
| 2012 | Hassen Ben Nasser | Ahmed Mraihi      | Maher Hasnaoui    |
| 2013 | Rafaâ Chtioui     | Maher Hasnaoui    | Hassen Ben Nasser |
| 2014 | Hassen Ben Nasser | Ali Nouisri       | Houssam Nasri     |
| 2015 | Rafaâ Chtioui     | Maher Hasnaoui    | Hassen Ben Nasser |
| 2016 | Maher Hasnaoui    | Ali Nouisri       | Hassen Ben Nasser |
| 2017 | Ali Nouisri       | Maher Hasnaoui    | Hassen Ben Nasser |
| 2018 | Ali Nouisri       | Maher Hasnaoui    | Nazhem Ben Amor   |

### Ciclismo em estrada esperanças
| Ano  | Campeão        | Segundo        | Terceiro         |
| 2015 | Hamza Fatnassi | Ali Nouisri    | Nadhem Ben Amor  |
| 2016 | Ali Nouisri    | Nidhal Khechin | Jaouher Yahyaoui |

### Contrarrelógio Esperanças
| Ano  | Campeão     | Segundo         | Terceiro        |
| 2015 | Ali Nouisri | Nadhem Ben Amor | Karim Chikhaoui |
| 2016 | Ali Nouisri | Nidhal Khechin  | Ali Kouki       |

## Pódios dos campeonatos femininos

### Ciclismo em estrada
| Ano  | Vencedor       | Segundo         | Terceiro       |
| ---- | -------------- | --------------- | -------------- |
| 2014 | Nour Dissem    | Rihab Hajjaji   | Islam Yazidi   |
| 2015 | Nour Dissem    | Rihab Hajjaji   | Tasnime Gharbi |
| 2016 | Nour Dissem    | Tasnime Gharbi  | Aya Hafnaoui   |
| 2019 | Tasnime Gharbi | Nesrine Ghedira | Yasmine Sassi  |
| 2020 |                |                 |                |
| 2021 |                |                 |                |
| 2022 | Fattoum Sirine | Nadine Moussa   | Asil Moussa    |
| 2023 |                |                 |                |
| 2024 | Nadine Moussa  |                 |                |

### Contrarrelógio
| Ano  | Vencedor       | Segundo         | Terceiro         |
| ---- | -------------- | --------------- | ---------------- |
| 2014 | Nour Dissem    | Islam Yazidi    | Sourour Merdassi |
| 2015 | Nour Dissem    | Rihab Hajjaji   | Aya Hafnaoui     |
| 2019 | Tasnime Gharbi | Nesrine Ghedira | Nadine Moussa    |
| 2020 |                |                 |                  |
| 2021 |                |                 |                  |
| 2022 | Fattoum Sirine | Nadine Moussa   | Nesrine Ghedira  |
| 2023 |                |                 |                  |
| 2024 | Nadine Moussa  |                 |                  |